# Nobuyoshi Arakida
Nobuyoshi Arakida (jap. 荒木田進謙 Arakida Nobuyoshi; ur. 26 marca 1988) – japoński zapaśnik w stylu wolnym. Ósmy na mistrzostwach świata w 2015. Trzeci na igrzyskach azjatyckich w 2014; dziesiąty w 2018 i jedenasty w 2010. Brązowy medal na mistrzostwach Azji w 2009. Trzeci w Pucharze Świata w 2018; czwarty w 2019 i ósmy w 2014. Brąz na mistrzostwach świata juniorów 2008, mistrz Azji juniorów w 2006 roku.